# Mura di Livorno

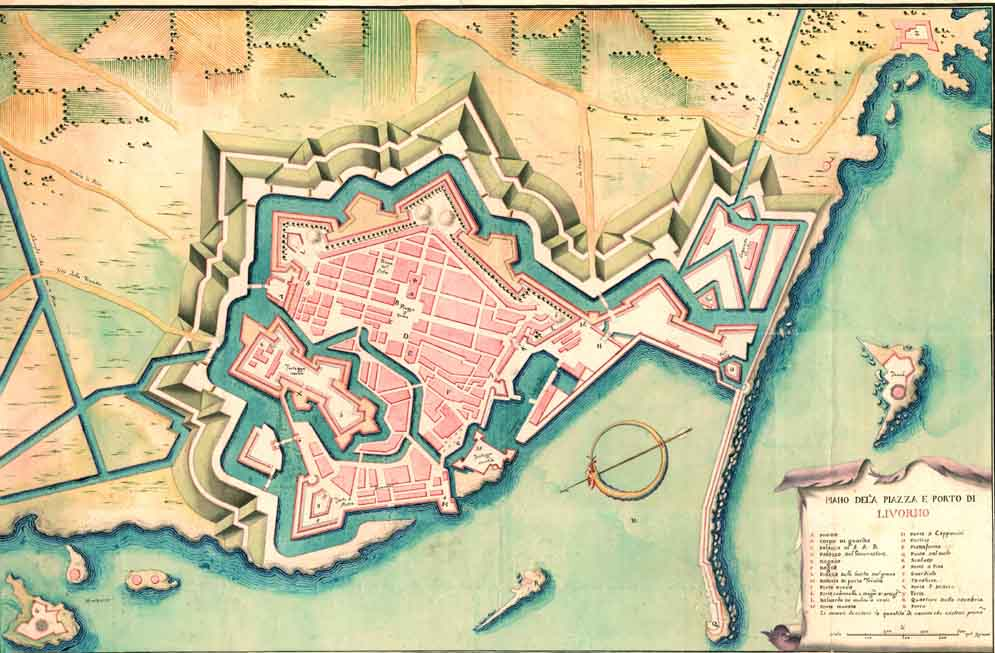
La città fortificata di Livorno nel XVIII secolo

Le mura di Livorno si sono sviluppate nel corso dei secoli, dal Medioevo al XIX secolo, con scopi difensivi e doganali, caratterizzando fortemente l'immagine della città.

## Le mura pisane

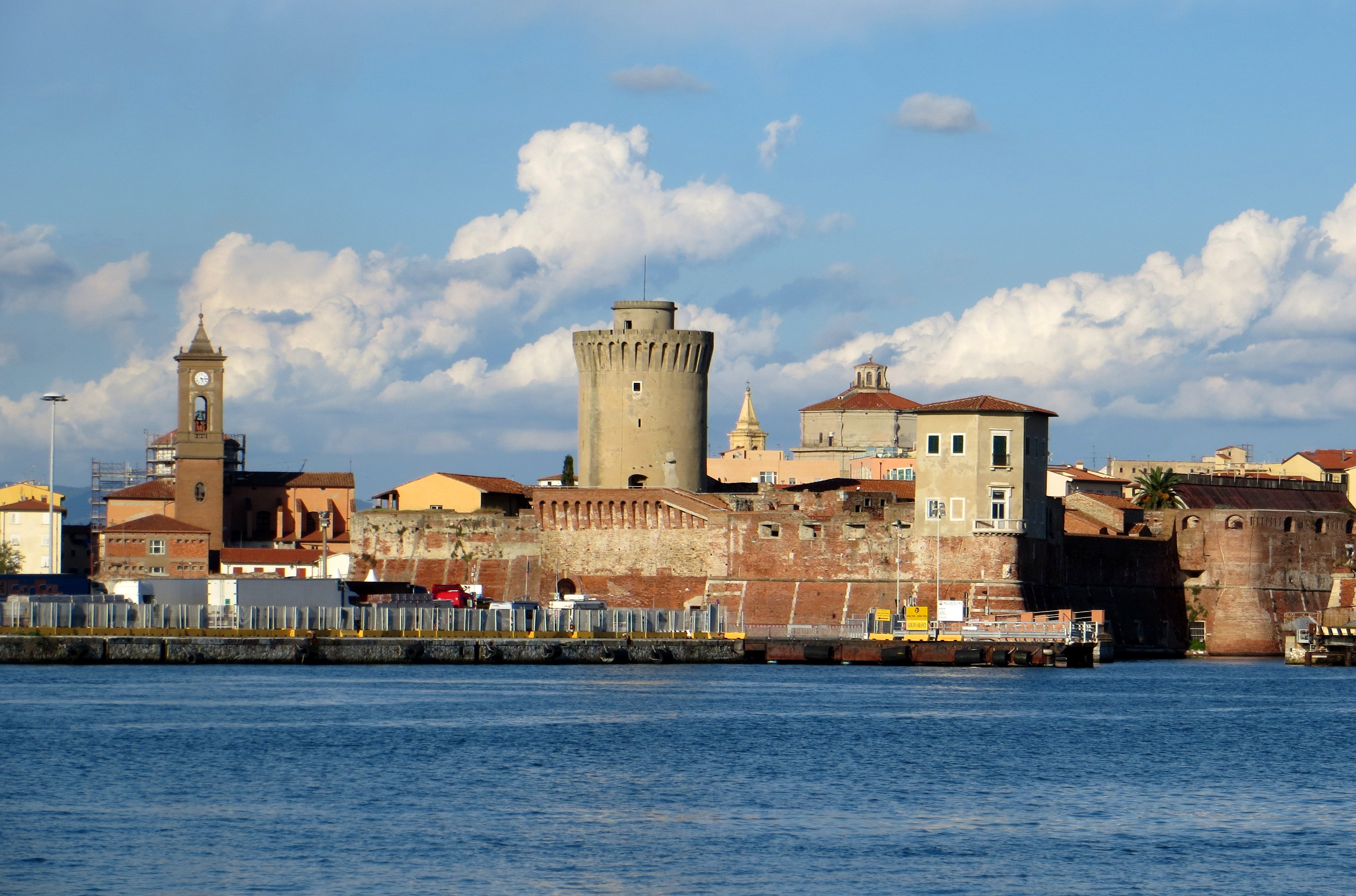
La torre circolare detta "Mastio di Matilde", inglobata nella Quadratura dei Pisani e poi nella Fortezza Vecchia

La prima cinta muraria del borgo di Livorno risale al XIV secolo. Dopo le prime opere rudimentali in terra e legno, nel 1392 il doge di Pisa impose la costruzione di mura per cingere l'intero abitato, il cui scalo all'epoca affiancava il contiguo Porto Pisano.
La cinta, che aveva anche il compito di serrare il piccolo scalo portuale di Livorno, partiva dalla preesistente fortificazione denominata Quadratura dei Pisani (1377), che a sua volta includeva due torri rispettivamente a pianta circolare e quadrata, proseguiva ad est fino alla Porta a Terra (nei pressi della quale si trovava una torre a pianta triangolare) presso l'attuale palazzo della Camera di Commercio, volgendo quindi sul lato meridionale (parallela all'attuale via Fiume), per chiudersi in prossimità della Rocca Vecchia e della vicina Porta a Mare (zona dei Quattro Mori e Pamiglione). Lungo la darsena portuale si aprivano le cosiddette Bocca e il Varatojo (dove venivano costruiti e varati i navigli).
Le mura merlate, realizzate in tufo del Monte Verruca, erano lunghe mille e seicento braccia (poco più di novecento metri), ma sommate alle opere di difesa del porto superavano complessivamente le duemila braccia.
Esse chiudevano l'area del modesto abitato posto a ridosso della via Maestra (attuale via San Giovanni) che fungeva da asse principale del castello.

## Il potenziamento delle fortificazioni e le mura medicee

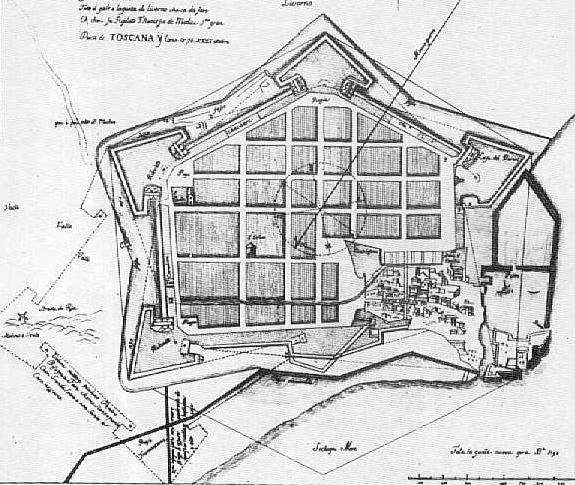
Copia del progetto del Buontalenti

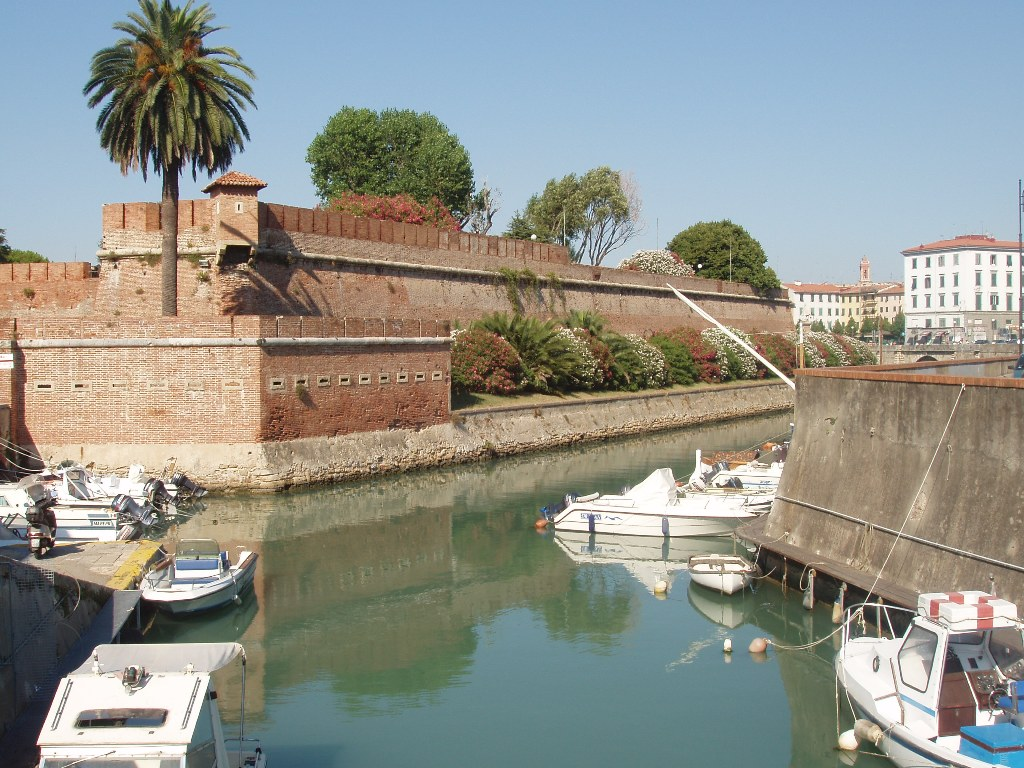
Fortezza Nuova

Con il passaggio di Livorno sotto il dominio della Repubblica di Firenze il sistema difensivo fu potenziato.
A nord dell'abitato, nei pressi delle antiche torri di Porto Pisano (come la Maltarchiata e il Magnale), fu innalzata la torre del Marzocco (XV secolo), mentre all'inizio del Cinquecento la Quadratura dei Pisani fu ampliata, dotata di bastioni e trasformata in una cittadella fortificata (in seguito nota come Fortezza Vecchia).
Con la successiva ascesa di Cosimo I de' Medici al trono del Granducato di Toscana, le mura dei pisani furono completamente ristrutturate e dotate di tre bastioni: due sul lato orientale, ai lati della Porta a Terra, e uno verso il mare, presso la Rocca Vecchia.
I lavori di rinforzo della cinta proseguirono fino alla seconda metà del XVI secolo, quando fu decretato l'ampliamento della città e del porto di Livorno.
Il progetto fu affidato all'architetto Bernardo Buontalenti, il quale ideò una città-fortezza chiusa entro un perimetro pentagonale delimitato da un fossato.
Tuttavia, i lavori, cominciati nel 1577 sotto Francesco I de' Medici, procedettero a rilento per circa un decennio; fu il suo successore, Ferdinando I, a dare maggior impulso al colossale cantiere. Frattanto il disegno buontalentiano subì alcune importanti modifiche: al fine di potenziare l'apparato bellico furono realizzati alcuni rivellini intermedi tra i bastioni rivolti verso sud e il baluardo di nord-est fu trasformato in una cittadella isolata, che assunse il nome di Fortezza Nuova.
Nei primi anni del Seicento al cantiere del fosso circondario, diretto da Claudio Cogorano, lavoravano ben 2000 schiavi e 5000 contadini. Sotto Cosimo II de' Medici, nel 1609, i fossi e i bastioni poterono dirsi completati. La cinta muraria così definita aveva anche funzione doganale, in quanto delimitava l'accesso al porto franco di Livorno.
Al contempo, le mura pisane furono smantellate, ad eccezione di alcune parti che furono integrate nelle strutture portanti di un vasto complesso noto come Bagno dei forzati (definitivamente scomparso dopo la seconda guerra mondiale).

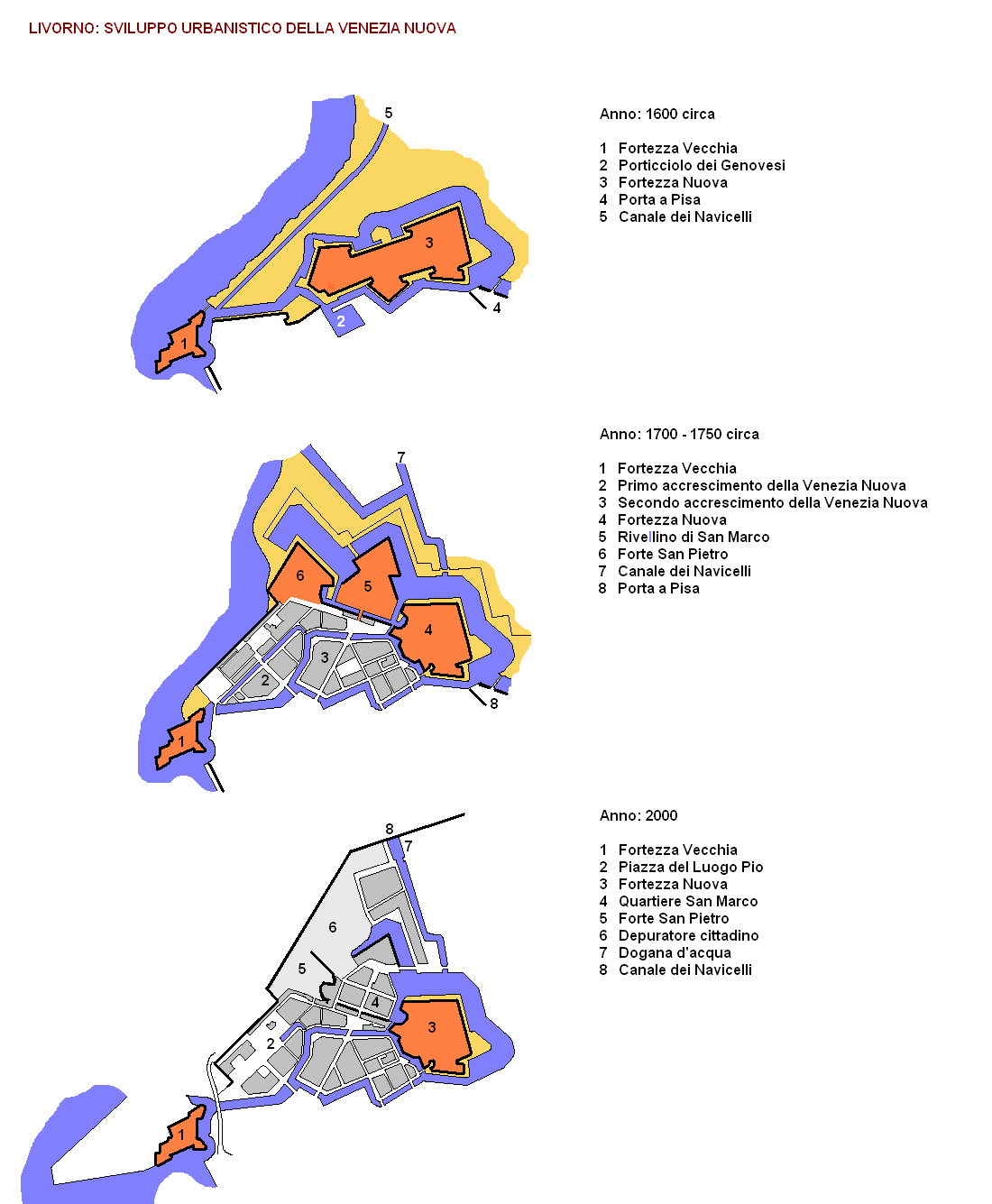
Evoluzione delle fortificazioni settentrionali

Una seconda sostanziale modifica si registra nei primi decenni del medesimo secolo, quando, per accrescere la presenza di aree edificabili all'interno della città, fu iniziata la costruzione del quartiere della Venezia Nuova (1629). Il quartiere sorse in due fasi distinte che dapprima portarono alla bonifica di un'area paludosa a nord della città e successivamente allo smantellamento e alla lottizzazione di parte della Fortezza Nuova.
A protezione del nuovo quartiere fu costruito un muraglione che, partendo dalla Fortezza Vecchia, proseguiva verso nord-est, fino ad incontrare il Forte San Pietro (1682) e l'attiguo rivellino di San Marco.
Anche il lato meridionale, con il potenziamento del sistema portuale, subì alcune sostanziali modifiche.
Il cantiere della cinta portuale fu portato a termine tra il 1637 e il 1643; l'opera, nota in seguito col nome di Forte di Porta Murata, fu unita al circuito buontalentiano in prossimità del baluardo sud-ovest. La porta che metteva in comunicazione la città con il convento dei Cappuccini si trovò così inglobata all'interno del nuovo fortilizio e fu chiusa (da qui il nome "Porta Murata"); il varco d'accesso fu sostituito con una nuova porta situata a ridosso del bastione di sud-ovest.
Inoltre, ad ovest del forte suddetto, dove si innestava il braccio fortificato del Molo di Cosimo, fu innalzato il Torrione Vittoria (in omaggio a Vittoria della Rovere moglie di Ferdinando II de' Medici), che aveva il compito di controllare le imbarcazioni che transitavano nei fossati attigui al vicino Lazzaretto di San Rocco; intorno alla metà del Seicento, a sud del lazzaretto sorse anche una complessa opera avanzata a tenaglia.

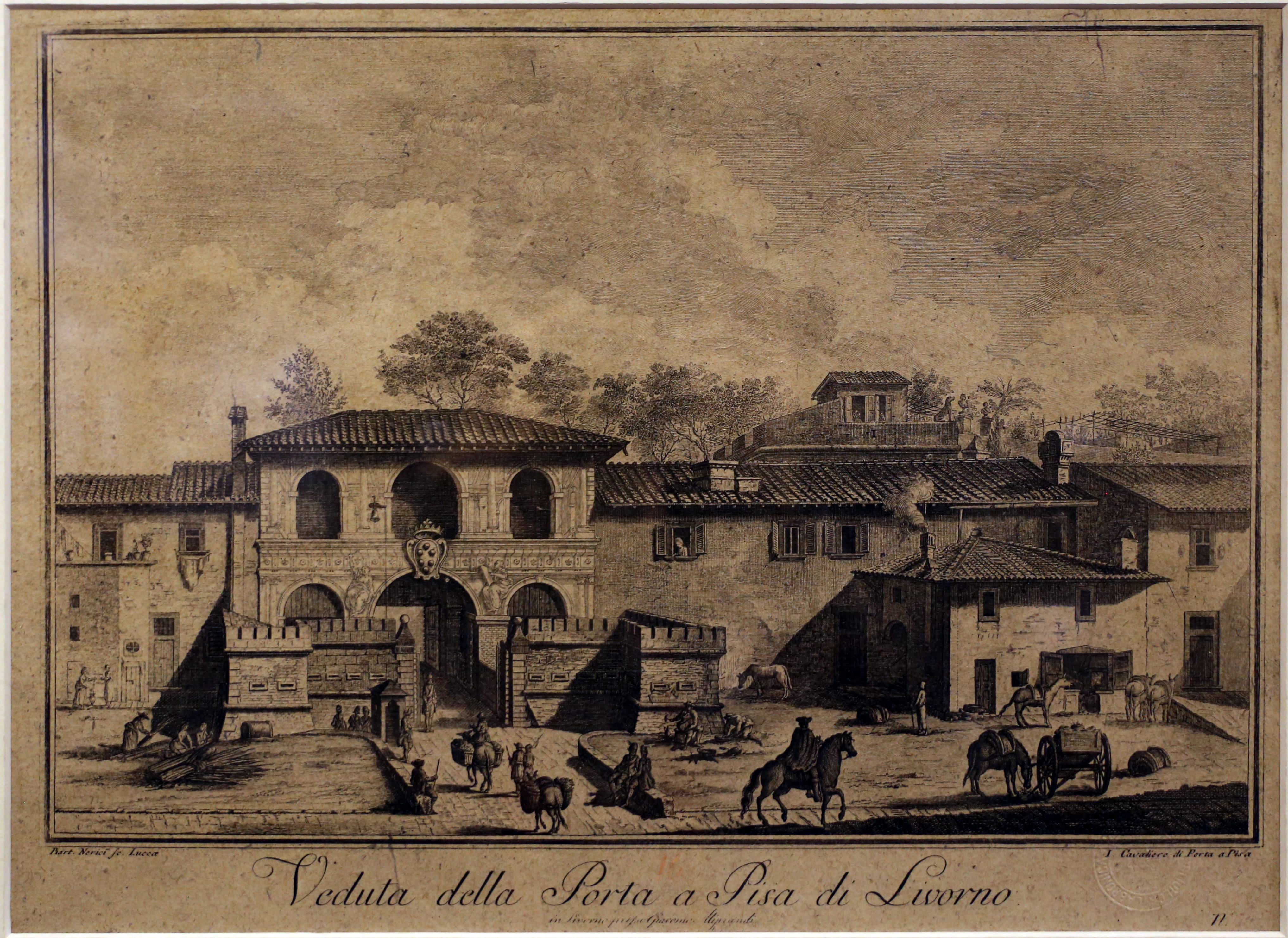
Veduta della Porta a Pisa, XVIII secolo

Lungo questo perimetro si aprivano sei porte principali: la prima Porta San Marco (verso nord-est, scomparsa), la Porta a Pisa (verso est, scomparsa), la Porta Nuova (verso la Darsena Vecchia, scomparsa), la Porta Colonnella (verso il Molo Mediceo, scomparsa) e la Porta de' Navicelli in Venezia (poi sostituita dalla Porta Santa Trinita, ma entrambe sono scomparse). Oltre a queste esistevano due porte secondarie, ovvero la Porta dei Cappuccini (scomparsa) e la Porta alla Bocca (scomparsa).
La cortina muraria era difesa da un imponente sistema di artiglieria; basti pensare che durante l'occupazione francese di fine Settecento furono tolti dalle fortezze circa 300 cannoni, che furono fatti a pezzi o venduti al Bey di Tunisi.

Questo assetto difensivo rimase sostanzialmente invariato fino all'Ottocento. Infatti, con la fine delle servitù militari che gravavano nelle aree a ridosso del Fosso Reale (1776) e le esigenze legate all'espansione della città, furono avviate alcune importanti operazioni urbanistiche. Inizialmente riguardarono il rivellino di San Marco, dove fu realizzato un quartiere dotato di un vasto teatro, ma verso la fine degli anni venti si estesero all'area del bastione meridionale (il cosiddetto Casone, dove Luigi de Cambray Digny aveva aperto un porta ed elaborato il piano di urbanizzazione delle zone limitrofe), decretando la notevole espansione dell'abitato oltre il circuito del fosso circondario.

## Le Mura Leopoldine e i successivi ampliamenti

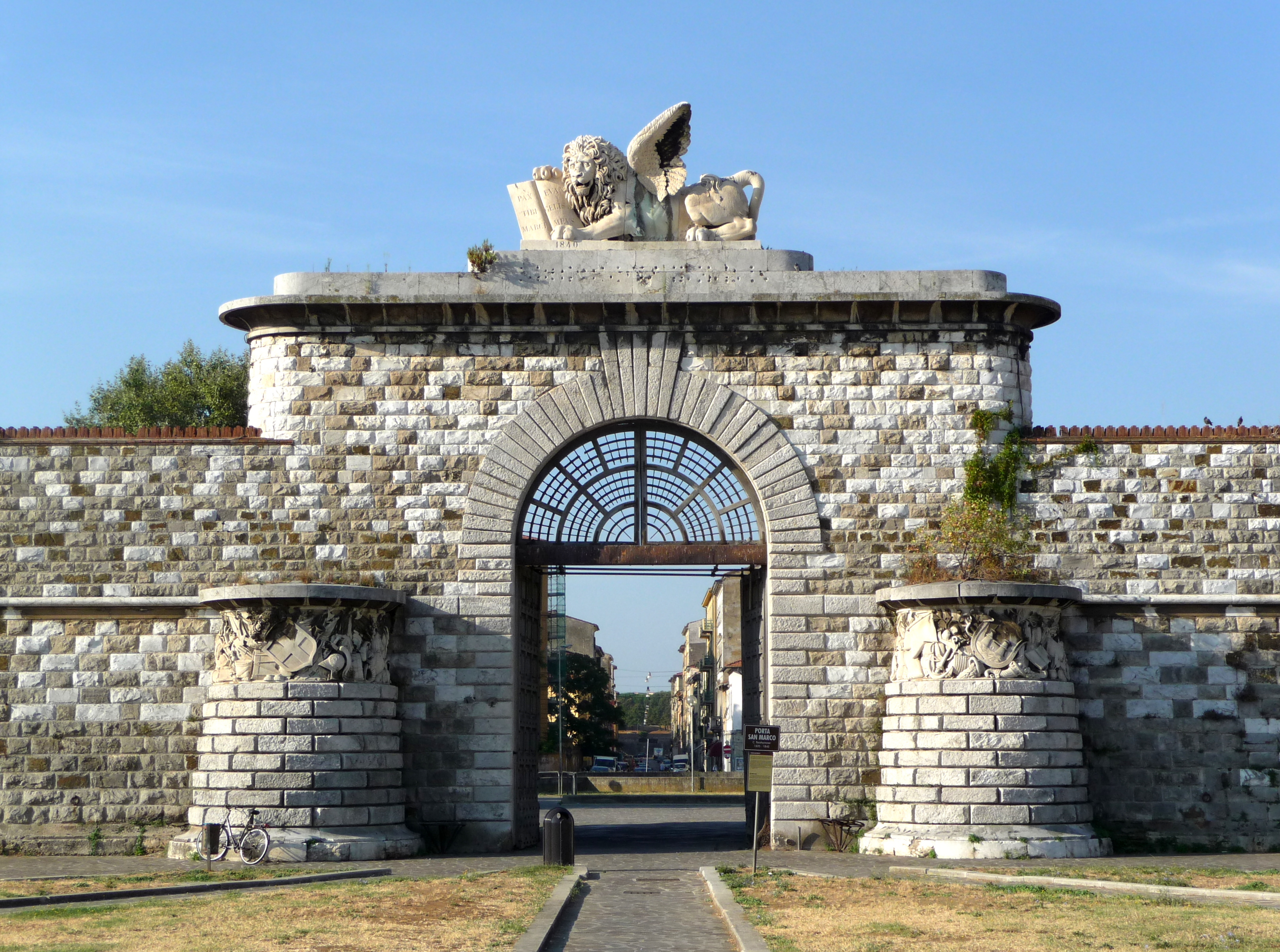
Porta San Marco

Verso gli anni trenta dell'Ottocento, la crescita della città e l'esigenza includere nel porto franco anche ai popolosi sobborghi, imposero la costruzione di una nuova cinta avente esclusivamente funzione doganale.
I lavori di costruzione furono avviati nel 1835 su progetto dell'ingegner Alessandro Manetti, il quale si avvalse dell'opera di Carlo Reishammer per il disegno delle porte e delle barriere d'accesso.
La cinta, costituita da un semplice muro rivestito in pietra e sormontato da una cresta per impedire il passaggio delle corde dei contrabbandieri, si estendeva originariamente per circa 6 chilometri intorno alla città e ai quartieri sorti oltre il Fosso Reale. A nord si congiungeva con il Forte San Pietro, mentre a sud terminava in corrispondenza del Lazzaretto di San Rocco.
Il progetto prevedeva la realizzazione di tre barriere, due porte e una barriera fluviale: la Barriera Fiorentina a nord-est, la Barriera Maremmana a sud (scomparsa), la Porta a Mare a sud-ovest (successivamente trasformata in barriera e poi demolita), la Porta San Marco a nord, la Porta San Leopoldo a est (scomparsa) e la Dogana d'acqua sul Canale dei Navicelli (gravemente danneggiata durante la seconda guerra mondiale).

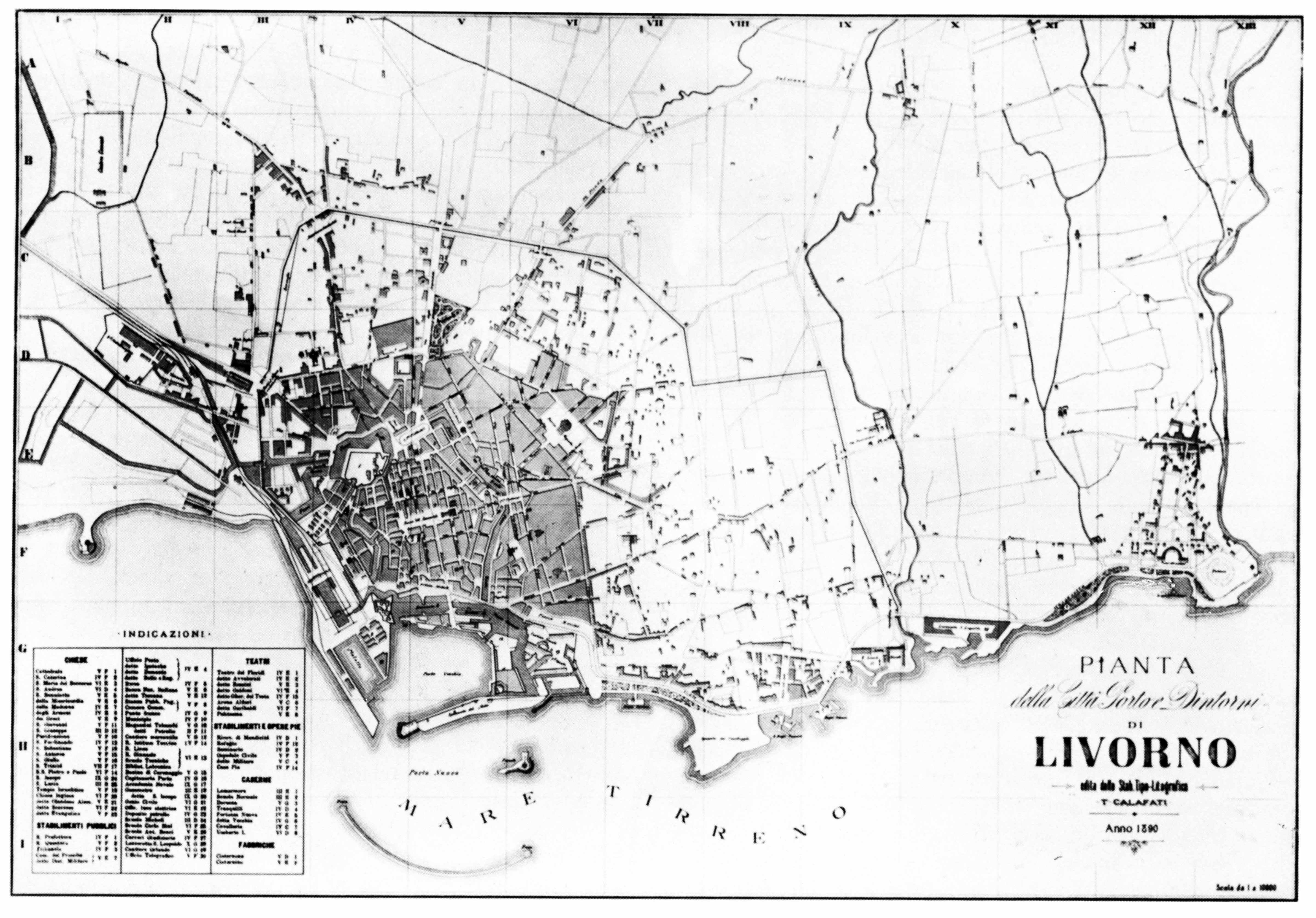
Il circuito delle mura nel 1890

Parallelamente le autorità autorizzarono la rettificazione del Fosso Reale a sud della città e lo smantellamento di gran parte delle fortificazioni d'epoca medicea. Scomparvero i bastioni del fronte meridionale della cinta buontalentiana, nonché le porte e i rivellini del sistema fortificato; al loro posto sorsero imponenti palazzi (come il Palazzo Maurogordato), nuove strade e piazze (come la piazza dei Granduchi).
Nel 1868, pur con l'abolizione del porto franco, la cinta mantenne la sua funzione, delimitando le aree soggette a dazio comunale.
Nel 1874 fu costruita la Barriera di Porto (parzialmente esistente), mentre tra il 1887 ed il 1890, durante il Regno d'Italia, lo sviluppo della città verso l'allora borgo di Ardenza comportò un ampliamento del tracciato verso sud, fino all'Accademia Navale. Ciò determinò la demolizione di alcuni varchi (Barriera Maremmana e Porta a Mare), che furono spostati più a sud e denominati rispettivamente Barriera Roma (scomparsa) e Barriera Margherita. Una nuova barriera andò ad affiancare la Porta San Marco, mentre all'inizio del XX secolo si lavorò all'ampliamento della Porta Vittorio Emanuele (scomparsa), la quale era stata aperta verso il 1860 lungo il viale degli Acquedotti.

## Le trasformazioni subite nel corso del Novecento

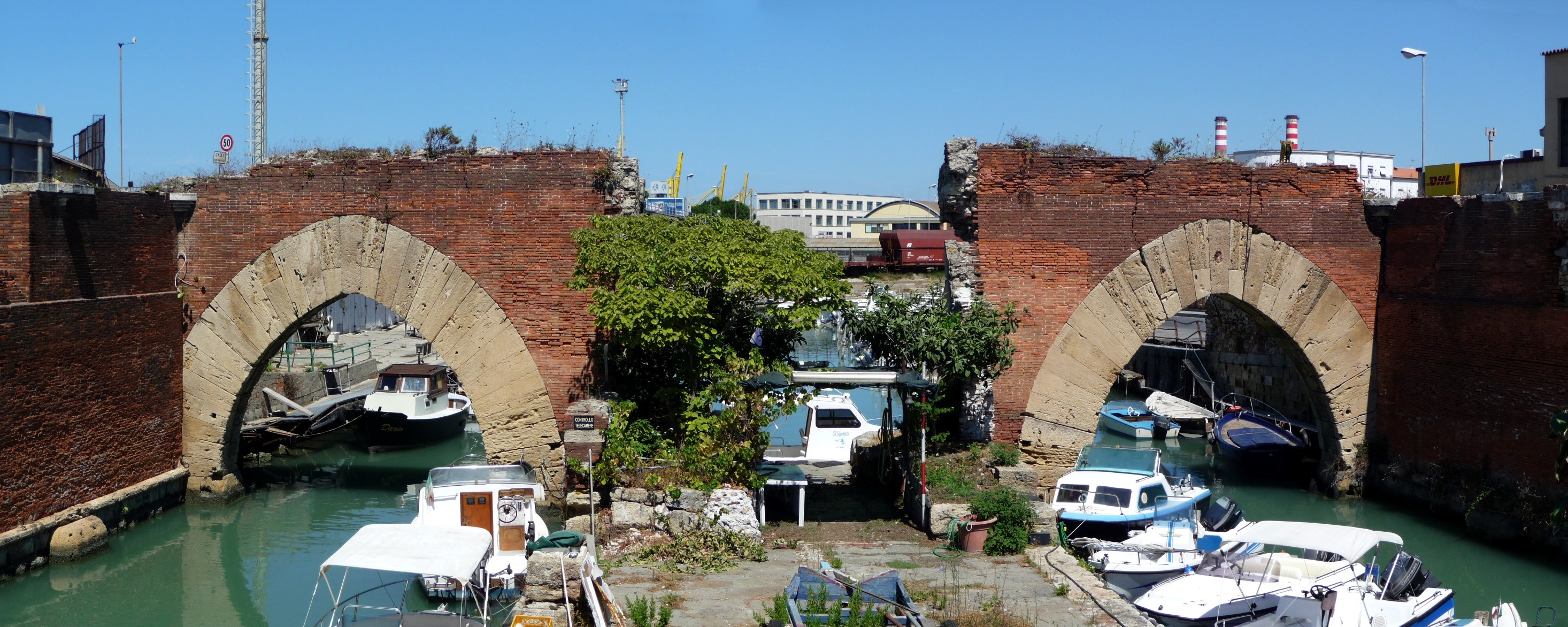
Resti della parte tergale della Dogana d'acqua

Relativamente alla cinta daziaria, all'inizio del Novecento si ha descrizione di una serie di varchi minori, spesso posti lungo il sistema di fossi e canali in comunicazione con il porto di Livorno, i quali erano destinati essenzialmente al solo transito delle merci.
Tuttavia, nel 1912 il limite doganale fu posto in corrispondenza della linea ferroviaria. Ampi tratti delle Mura Leopoldine, compresa la parte realizzata dopo l'unità d'Italia, furono abbattuti negli anni seguenti per far posto ad ampi viali di circonvallazione, mentre furono risparmiati il tratto settentrionale (a ridosso delle aree portuali) e una piccola porzione in corrispondenza dell'area in cui sorgeva la Porta a Mare; negli anni trenta, al centro dei nuovi viali fu realizzato il percorso della linea ferroviaria Pisa - Tirrenia - Livorno, che rimase attiva fino al 1960.
Sempre negli anni trenta furono demolite le mura adiacenti alla Dogana d'acqua;
prima della guerra, la stessa sorte toccò a parte della cortina muraria del Forte San Pietro.
La seconda guerra mondiale, invece, causò danni ingenti a diverse strutture, come la stessa Dogana d'acqua, la Fortezza Vecchia e la Fortezza Nuova.